# Comuna Snovîci, Zolociv
Snovîci (în ucraineană Сновичі) este o comună în raionul Zolociv, regiunea Liov, Ucraina, formată din satele Koropciîk și Snovîci (reședința).

## Demografie
Componența lingvistică a comunei Snovîci
     Ucraineană (100%)
Conform recensământului din 2001, toată populația comunei Snovîci era vorbitoare de ucraineană (100%).